# Grand Prix Formule 1 van de Verenigde Staten Oost 1988
De Grand Prix Formule 1 van de Verenigde Staten Oost 1988 werd gehouden op 19 juni 1988 in Detroit.

## Uitslag
| Positie | Nr | Rijder             | Team            | Ronden | Tijd/Opgave         | Startplaats | Punten |
| ------- | -- | ------------------ | --------------- | ------ | ------------------- | ----------- | ------ |
| 1       | 12 | Ayrton Senna       | McLaren-Honda   | 63     | 1:54:56.035         | 1           | 9      |
| 2       | 11 | Alain Prost        | McLaren-Honda   | 63     | + 38.713            | 4           | 6      |
| 3       | 20 | Thierry Boutsen    | Benetton-Ford   | 62     | + 1 Ronde           | 5           | 4      |
| 4       | 22 | Andrea de Cesaris  | Rial-Ford       | 62     | + 1 Ronde           | 12          | 3      |
| 5       | 3  | Jonathan Palmer    | Tyrrell-Ford    | 62     | + 1 Ronde           | 17          | 2      |
| 6       | 23 | Pierluigi Martini  | Minardi-Ford    | 62     | + 1 Ronde           | 16          | 1      |
| 7       | 29 | Yannick Dalmas     | Larrousse-Ford  | 61     | + 2 Rondes          | 24          |        |
| 8       | 36 | Alex Caffi         | Dallara-Ford    | 61     | + 2 Rondes          | 21          |        |
| 9       | 4  | Julian Bailey      | Tyrrell-Ford    | 59     | Spin                | 22          |        |
| NF      | 24 | Luis Perez-Sala    | Minardi-Ford    | 54     | Versnellingsbak     | 25          |        |
| NF      | 30 | Philippe Alliot    | Larrousse-Ford  | 46     | Aandrijving         | 14          |        |
| NF      | 33 | Stefano Modena     | EuroBrun-Ford   | 46     | Spin                | 19          |        |
| NF      | 27 | Michele Alboreto   | Ferrari         | 45     | Botsing             | 3           |        |
| NF      | 25 | René Arnoux        | Ligier-Judd     | 45     | Oververhitting      | 20          |        |
| NF      | 15 | Mauricio Gugelmin  | March-Judd      | 34     | Motor               | 13          |        |
| NF      | 6  | Riccardo Patrese   | Williams-Judd   | 26     | Elektrisch probleem | 10          |        |
| NF      | 1  | Nelson Piquet      | Lotus-Honda     | 26     | Spin                | 8           |        |
| NF      | 32 | Oscar Larrauri     | EuroBrun-Ford   | 26     | Versnellingsbak     | 23          |        |
| NF      | 17 | Derek Warwick      | Arrows-Megatron | 24     | Spin                | 9           |        |
| NF      | 5  | Nigel Mansell      | Williams-Judd   | 18     | Motor               | 6           |        |
| NF      | 14 | Philippe Streiff   | AGS-Ford        | 15     | Ophanging           | 11          |        |
| NF      | 19 | Alessandro Nannini | Benetton-Ford   | 14     | Ophanging           | 7           |        |
| NF      | 18 | Eddie Cheever      | Arrows-Megatron | 14     | Elektrisch probleem | 15          |        |
| NF      | 21 | Nicola Larini      | Osella          | 7      | Motor               | 26          |        |
| NF      | 28 | Gerhard Berger     | Ferrari         | 6      | Lekke band          | 2           |        |
| NF      | 26 | Stefan Johansson   | Ligier-Judd     | 2      | Oververhitting      | 18          |        |
| NS      | 16 | Ivan Capelli       | March-Judd      | 0      | Blessure            | 0           |        |
| NQ      | 2  | Satoru Nakajima    | Lotus-Honda     |        |                     | 0           |        |
| NQ      | 10 | Bernd Schneider    | Zakspeed        |        |                     | 0           |        |
| NQ      | 9  | Piercarlo Ghinzani | Zakspeed        |        |                     | 0           |        |
| PQ      | 31 | Gabriele Tarquini  | Coloni-Ford     |        |                     | 0           |        |

## Statistieken
| Pole-position | Ayrton Senna | McLaren-Honda | 1:40.606 |
| Snelste ronde | Alain Prost  | McLaren-Honda | 1:44.836 |

## Noot
- Dit was de zesde opeenvolgende pole position voor Ayrton Senna en hiermee evenaarde hij het record van Stirling Moss (1960) en Niki Lauda (1974)
- Ayrton Senna won de Grote Prijs van de Verenigde Staten Oost voor de derde (opeenvolgende) keer, en daarmee verbrak hij zijn eigen record voor de meeste overwinningen in Detroit.

Grand Prix Formule 1 van de Verenigde Staten: 1908 · 1910 · 1911 · 1912 · 1914 · 1915 · 1916 · 1959 · 1960 · 1961 · 1962 · 1963 · 1964 · 1965 · 1966 · 1967 · 1968 · 1969 · 1970 · 1971 · 1972 · 1973 · 1974 · 1975 · 1976 · 1977 · 1978 · 1979 · 1980 · 1989 · 1990 · 1991 · 2000 · 2001 · 2002 · 2003 · 2004 · 2005 · 2006 · 2007 · 2012 · 2013 · 2014 · 2015 · 2016 · 2017 · 2018 · 2019 · 2021 · 2022 · 2023 · 2024 · 2025 · 2026

Indianapolis 500: 1950 · 1951 · 1952 · 1953 · 1954 · 1955 · 1956 · 1957 · 1958 · 1959 · 1960

Grand Prix Formule 1 van de Verenigde Staten West: 1976 · 1977 · 1978 · 1979 · 1980 · 1981 · 1982 · 1983

Grand Prix Formule 1 van Las Vegas: 1981 · 1982 · 2023 · 2024 · 2025

Grand Prix Formule 1 van de Verenigde Staten Oost: 1982 · 1983 · 1984 · 1985 · 1986 · 1987 · 1988

Grand Prix Formule 1 van Dallas: 1984

Grand Prix Formule 1 van Miami: 2022 · 2023 · 2024 · 2025 · 2026 · 2027 · 2028 · 2029 · 2030 · 2031 · 2032 · 2033 · 2034 · 2035 · 2036 · 2037 · 2038 · 2039 · 2040 · 2041